# Lanxess
Cet article peut avoir été édité par une personne ayant un lien étroit avec son sujet ; il faut le réécrire dans un article avec un point de vue neutre. Si vous êtes étroitement lié au sujet de cet article, veuillez le déclarer sur sa page de discussion. (août 2022)
 (septembre 2015).
Si vous disposez d'ouvrages ou d'articles de référence ou si vous connaissez des sites web de qualité traitant du thème abordé ici, merci de compléter l'article en donnant les références utiles à sa vérifiabilité et en les liant à la section « Notes et références ».

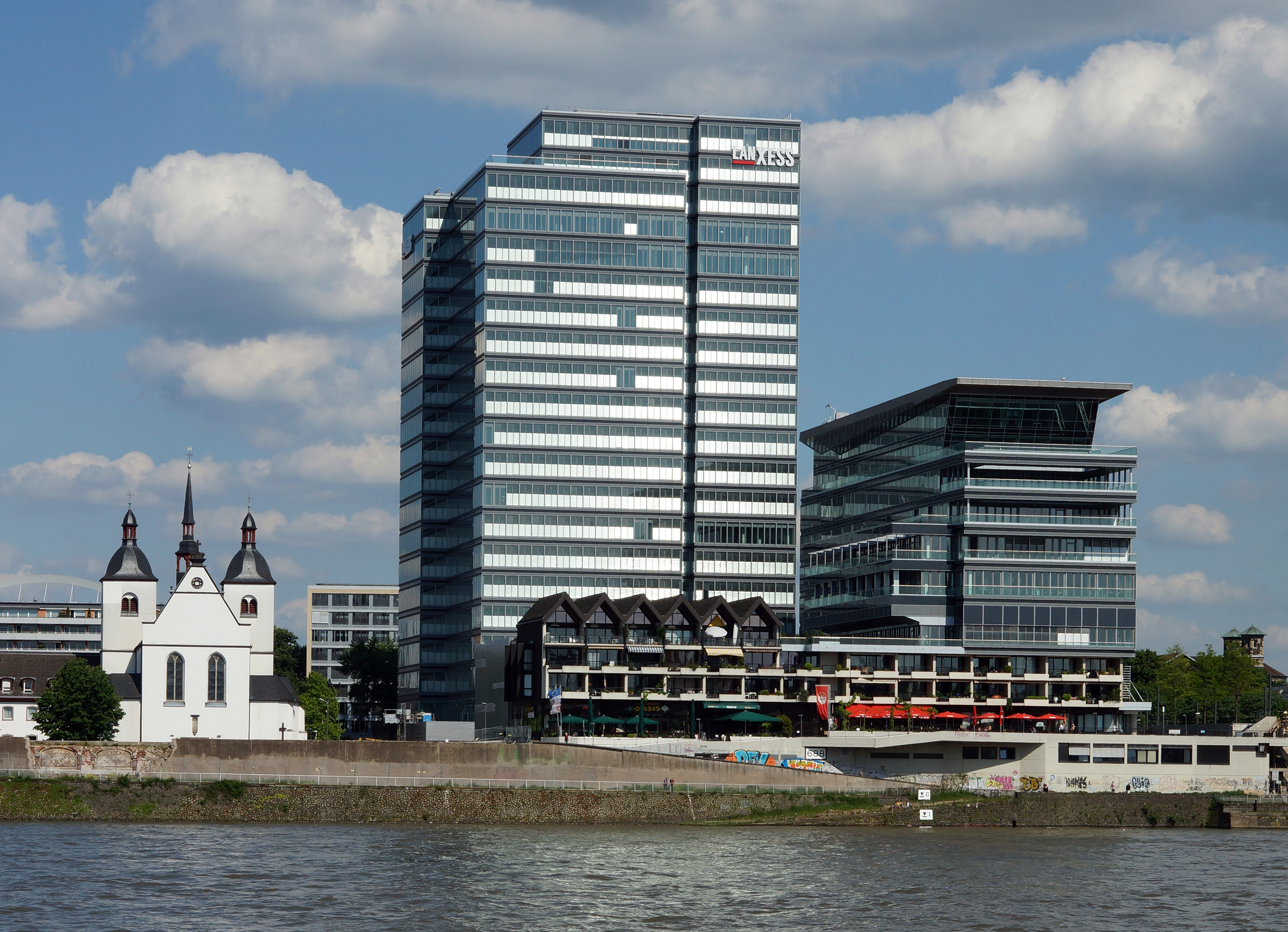
Le siège de l’entreprise à Cologne

Lanxess est un groupe allemand de chimie de spécialités. Il fait partie du MDAX. En ce qui concerne le chiffre d'affaires, Lanxess est le 9e groupe chimique d'Allemagne. Avec 52 sites de production, le groupe est présent dans le monde entier. Les activités clés sont le développement, la production et la vente de matières plastiques, de caoutchoucs synthétiques, de produits chimiques intermédiaires et de spécialités. Le groupe a été créé en 2004 à partir de l'activité chimique et d'une partie de l'activité polymères de Bayer.

## Histoire
Quand Bayer s’est séparé en 2004 de son activité chimie et d’une partie de son activité polymères, Lanxess a été créée à partir de ces activités. Lors de la cession, les actionnaires de Bayer ont reçu une action Lanxess pour 10 actions Bayer. Le nom Lanxess est inspiré du mot français « lancer » et de l’anglais « success ».
Depuis la cession par Bayer, plusieurs programmes de restructuration ont été menés à bien, notamment à travers des cessions. Tout d’abord, l’activité chimie de spécialités a été transférée dans la filiale Saltigo. Ensuite, l’activité Dorlastan a été cédée à l’entreprise japonaise Asahi Kasei Fibers. L’entreprise ISL Chemie, spécialisée dans les pigments et les laques spéciales a été vendue au suisse Berlac pour 20 millions d’euros. L’activité papier du groupe a également été cédée pour 88 millions d’euros au groupe papetier finlandais Kemira.
En 2006, Lanxess a vendu sa branche d'activité Textile Processing Chemicals (hors Amérique du Nord) au fonds d’investissement hollandais Egeria. L’activité pour l’Amérique du Nord a été vendue à l’entreprise StarChem.
Fin 2006, Lanxess a acquis les 50 % restants de sa joint-venture Chrome International South Africa (CISA) à son partenaire Dow Chemical. En 2007, Lanxess a racheté le groupe brésilien producteur de caoutchouc synthétique Petroflex. Le 16 février 2009, Petroflex est renommé Lanxess Elastomeros do Brasil. Début 2008, Lanxess approfondit sa présence aux États-Unis et rachète les laboratoires de l’ICOS corporation.
En 2007, le département Services Techniques du groupe a été transféré dans une filiale à 100 %, Aliseca. Une autre filiale, Borchers, spécialisée dans la production de revêtements, de peintures d’émulsion et d’encres, a été vendue au groupe OM aux États-Unis. En juin, Lanxess a transformé sa filiale Lustran en coentreprise avec le groupe chimique britannique Ineos. En septembre 2009, la part de Lanxess dans cette coentreprise a été entièrement rachetée par Ineos.
En rachetant en juin 2008 deux sites de production de son partenaire chinois Jinzhou Chemicals Company, Lanxess développe en Asie son activité pigments inorganiques. Le 10 mars 2009, Lanxess ouvre une filiale de vente à Moscou afin de développer son activité en Russie et dans les autres pays de la CEI. Lanxess rachète le 8 juin 2009 pour 82,4 millions d’euros l’entreprise indienne Gwalior Chemical Industries ainsi que les sites de production et les activités commerciales de Jiangsu Polyols Chemical en Chine, pour un montant confidentiel.
Pour étoffer encore son portefeuille de produits, Lanxess a racheté une ligne de produits au chimiste Clariant, ainsi que l’activité accélérateurs primaires de Flexsys. À la mi-décembre 2010, Lanxess a racheté au hollandais DSM son activité DSM Elastomers pour 310 millions d’euros. La prise de contrôle a été effective le 1er mai 2011. En 2011, la branche d'activité Rhein Chemie a racheté l’entreprise argentine Darmex, spécialisée dans les vessies de vulcanisation, et l’activité agents de démoulage pour pneu de Wacker Chemie. Avec le rachat de l’activité produits de protection du suisse Syngenta, Lanxess devient un des premiers fournisseurs de biocides de protection des matériaux de construction. Pour élargir encore son portefeuille de production de biocides, Lanxess rachète également l’américain Verichem. Par ailleurs, en 2011, Lanxess renforce son portefeuille de produits plastifiants sans phtalates en rachetant l’américain Unitex Chemical Corporation.

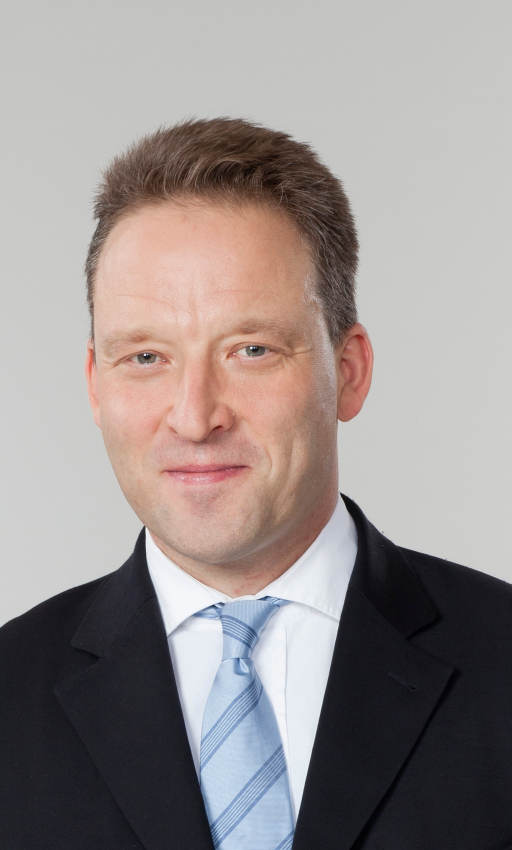
Matthias Zachert, PDG

Début octobre 2011, Lanxess annonce le lancement de grands investissements au Brésil, pour profiter du boom local de l’automobile. Il s’agit notamment de la construction de deux usines de matières plastiques et d’additifs de caoutchouc sur le site de Porto Feliz (État de São Paulo). Dans une des usines sont produits à partir de la mi-2013 les plastiques high-tech Durethan et Pocan. Dans l’autre usine sont produits des manchons de cuisson utilisés dans la fabrication des pneus, tout comme les additifs de caoutchouc. Au total, l’investissement s’élève à 30 millions d’euros. Afin de renforcer ses capacités de production de pigments inorganiques, Lanxess construit jusqu’en 2015 à Ningbo, en Chine, une usine de pigments d’oxydes de fer.
Le 5 septembre 2012, le groupe de travail « Indices d’actions » de la Deutsche Börse a décidé d’inclure Lanxess dans le DAX, premier indice boursier allemand. Depuis le 24 septembre 2012, Lanxess est coté au DAX, comme Bayer, son ancienne société-mère.
En septembre 2015, Lanxess vend pour 1,2 milliard d'euros, 50 % de ses activités dans le caoutchouc synthétique, où il est leader mondial, à Saudi Aramco.
En août 2019, Lanxess et Bayer annonce la vente de leur co-entreprise Currenta au fonds d'investissement Macquarie Infrastructure and Real Assets pour 3,5 milliards d'euros.
En février 2021, Lanxess annonce l'acquisition pour 1,1 milliard de dollars d'Emerald Kalama, spécialisée dans les arômes, dans les plastiques et les adhésifs, avec 500 employés. En août 2021, IFF annonce la vente de ses activités dans les désinfectants, issues du rachat des activités de DuPont, à Lanxess pour 1,3 milliard de dollars.
En mai 2022, DSM annonce la vente de son activité de matériaux techniques pour 3,85 milliards d'euros à Lanxess et à un fonds d'investissement.

## Produits
La vaste gamme des produits de Lanxess est répartie sur trois segments : 
- Performance Polymers
- Performance Chemicals
- Advanced Intermediates

Les activités polymères – production des caoutchoucs synthétiques et des matières plastiques – sont regroupées dans le segment « Performance Polymers » : en particulier les pneumatiques des voitures particulières et des poids lourds sont fabriqués à partir des caoutchoucs de Lanxess. Les caoutchoucs sont également utilisés dans les joints et les gainages de câbles dans l’automobile, le bâtiment… En ce qui concerne les plastiques, on les retrouve dans l’automobile, dans l’industrie électronique et électrotechnique, dans les sports et loisirs… 
Avec son segment « Performance Chemicals », Lanxess offre un large éventail de produits chimiques fonctionnels et de process utilisés dans de nombreuses industries. Le groupe est, par exemple, leader dans les pigments minéraux utilisés dans le bâtiment, dans les colorants organiques pour les plastiques. Lanxess occupe également des positions clés dans la production de résines échangeuses d’ions, de biocides, de produits chimiques pour le cuir et d’additifs pour l’industrie des lubrifiants et des polymères.
Le segment « Advanced Intermediates » comprend les activités du groupe dans le domaine de la synthèse à façon et de la chimie de base.

## Affaires Publiques
D’après sa déclaration volontaire dans le registre des représentants d’intérêt de l’UE, Lanxess a dépensé en 2013 entre 500 000 et 600 000 euros en activités directes de représentation d'intérêts auprès des institutions européennes.